# Gaveau
Gaveau è un'antica casa francese produttrice di pianoforti, fondata a Parigi nel 1847 da Joseph Gabriel Gaveau. Insieme a Érard e Pleyel è uno dei più rinomati costruttori di pianoforti francesi.

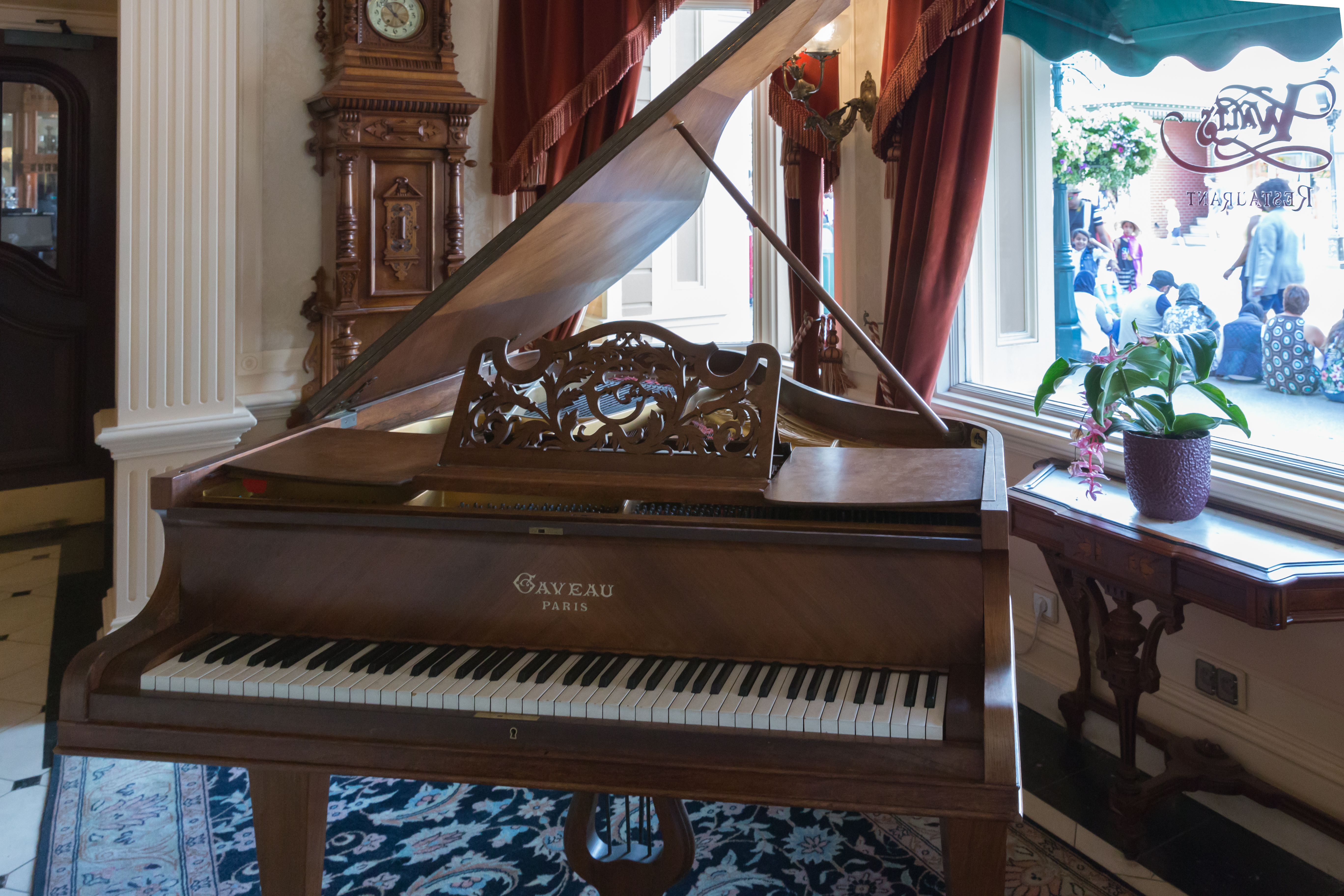
Pianoforte a coda Gaveau

## Storia

### La dinastia Gaveau
La famiglia Gaveau è stata una dinastia di costruttori di pianoforti. Il capostipite fu Joseph Gabriel Gaveau che a 23 anni, terminato un periodo di apprendistato presso diversi laboratori di Parigi, decise nel 1847 di creare una propria ditta per fabbricare pianoforti. Iniziò al 24 di rue des Amandiers Popincourt dedicandosi a realizzare degli strumenti verticali badando soprattutto alla solidità e imitando la costruzione di Érard; al tempo stesso pensò a migliorare la meccanica del doppio scappamento inventato da Érard. Diede così l'avvio alla commercializzazione dei suoi modelli che porteranno l'indicazione di Meccanica Gaveau.
Nel 1855 gli strumenti realizzati da Gaveau ottennero la medaglia di bronzo all'Esposizione universale e iniziarono a essere conosciuti anche oltre oceano; per la loro robustezza infatti non temevano il trasporto anche via mare. Joseph Gabriel Gaveau ebbe sei figli che iniziarono tutti a lavorare in fabbrica. L'attività non si arrestò nemmeno nel 1858 quando un violento incendio distrusse gran parte del materiale e degli strumenti nell'officina di rue des Amandiers.
Nel 1860 la Maison Gaveau ottenne una nuova medaglia di bronzo all'esposizione di Troyes e nel 1866 il fondatore Joseph Gabriel fu nominato Officier de la Légion d'honneur. Dopo aver vinto la medaglia d'argento nel 1867 all'Esposizione universale, alla fabbrica Gaveau fu conferito il brevetto per l'applicazione della sua meccanica anche ai pianoforti a coda.
Nel 1878 la famiglia Gaveau vinse la medaglia d'oro all'Esposizione e, dopo aver affrontato un nuovo incendio, trasferì la fabbrica al 47 di rue Servan. 
I figli di Joseph Gabriel continuarono l'attività dopo il ritiro del padre. Gabriel creò un nuovo modello di piccole dimensioni, a un quarto di coda, che ebbe molto successo a Parigi. Augustin si specializzò in pianoforti verticali, spesso molto lavorati con intarsi da ebanista. Étienne si occupò principalmente della direzione della fabbrica; arricchì anche il catalogo con nuovi modelli tra cui alcuni smontabili per poter essere trasportati in località di difficile accesso.

### Salle Gaveau
All'inizio del 900 le officine raggiunsero una superficie di 14000 metri e producevano 2000 pianoforti ogni anno. Nel 1905 i fratelli Gaveau acquistarono un terreno a Parigi, in rue La Boétie, per costruirvi un palazzo destinato agli uffici della Maison Gaveau. Il progetto fu affidato all'architetto Jacques Hermant che terminò l'edificio nel 1907. Étienne Gaveau ebbe l'idea di realizzare nel palazzo una sala da concerto dove poter utilizzare i propri pianoforti per incentivare la loro diffusione; a tal scopo Hermant curò in modo meticoloso l'acustica della sala che è ancor oggi conosciuta come la migliore di Parigi.

### La notorietà e il declino
Il successo dei pianoforti Gaveau raggiunse il suo culmine negli anni '20 quando gli strumenti furono disegnati anche da firme celebri come Paul Poiret o Jacques-Émile Ruhlmann. In seguito, verso il 1930, i figli di Étienne, Marcel e André, tentarono di proporre sul mercato dei nuovi pianoforti verticali, piccoli e robusti, ma soprattutto economici, col marchio GAM, ma incontrarono delle difficoltà nelle vendite. I tempi stavano cambiando e la concorrenza era forte, la Gaveau decise così la fusione con il marchio Érard nel 1960; l'anno seguente la fusione comprese anche Pleyel. I problemi continuarono a sussistere, soprattutto per la grande diffusione di strumenti dell'estremo oriente; i tre grandi marchi finirono per depositare i bilanci nel 1965; in seguito i pianoforti furono costruiti per alcuni anni, dal 1971 al 1994, dalla tedesca Schimmel, mantenendo le marche originali. Dal 1995 la Gaveau è passata in possesso della Manufacture Française de piano che era proprietaria anche dei marchi Érard e Pleyel e ha continuato la produzione a Alès; negli ultimi anni la forte concorrenza cinese ha costretto alla chiusura la fabbrica.